# Fred A. Gorden

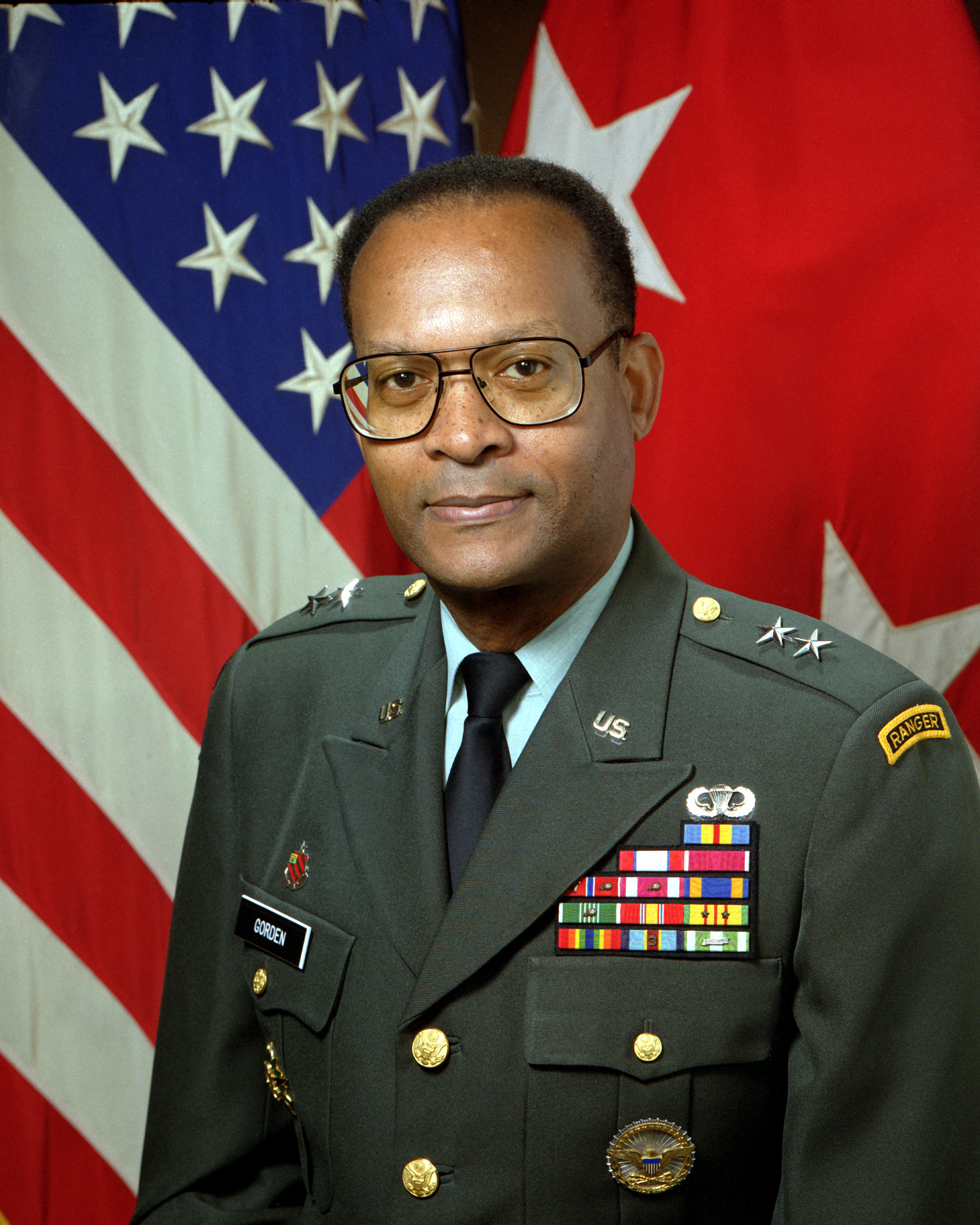
Fred A. Gorden (1992)

Fred Augustus Gorden (* 22. Februar 1940 in Anniston, Calhoun County, Alabama) ist ein pensionierter Generalmajor der United States Army. Er war unter anderem Kommandeur der 25. Infanteriedivision.
Fred Gorden wurde in Alabama geboren, wuchs aber in Atlanta in Georgia und später in Battle Creek in Michigan auf, wo er die öffentlichen Schulen besuchte. In den Jahren 1958 bis 1962 durchlief er die United States Military Academy in West Point. Nach seiner Graduation wurde er als Leutnant der Feldartillerie zugeteilt. In der Armee durchlief er anschließend alle Offiziersränge vom Leutnant bis zum Zwei-Sterne-General.
Im Lauf seiner militärischen Karriere absolvierte Gorden verschiedene Kurse und Schulungen. Dazu gehörten unter anderem der Basic Officer Course, der Advanced Officer Course, das Armed Forces Staff College und das National War College. Außerdem studierte er am Middlebury College unter anderem die spanische Sprache.
Zu Beginn seiner Laufbahn war Fred Gorden in Fort Benning und dann am Panamakanal stationiert. Im weiteren Verlauf der 1960er Jahre wurde er ab 1966 zwei Mal im Vietnamkrieg eingesetzt. Zwischenzeitlich war er in Südkorea und in Madrid in Spanien stationiert. In den 1970er Jahren absolvierte er den für Offiziere üblichen Dienst in verschiedenen Einheiten und Standorten. Dazu gehörten auch Aufgaben als Stabsoffizier in verschiedenen Hauptquartieren darunter auch im Pentagon.
Im Jahr 1982 erhielt Gorden das Kommando über die Artillerie der 7. Infanteriedivision in Fort Ord in Kalifornien. Im Jahr 1984 erreichte er mit seiner Beförderung zum Brigadegeneral die Generalsränge. Anschließend diente er als Stabsoffizier im Verteidigungsministerium. Von 1987 bis 1989 kommandierte Gorden die Kadetten an der Militärakademie in West Point. In dieser Funktion war er als erster Afro-Amerikaner tätig.
Im Jahr 1990 wurde Gorden nach Hawaii versetzt, wo er das Kommando über die 25. Infanteriedivision übernahm, deren Stab er bereits in früheren Jahren angehört hatte. Einige Einheiten der Division waren damals am Zweiten Golfkrieg beteiligt. Gorden behielt sein Kommando bis zum Jahr 1992. Danach kommandierte er von 1993 bis 1995 den Militärbezirk der Armee rund um die Bundeshauptstadt Washington, D.C. Anschließend leitete er bis 1996 das Amt für Öffentlichkeitsarbeit des US-Heeres (Chief, Public Affairs, U.S. Army).  Danach schied er aus dem aktiven Militärdienst aus.
Nach seinem Ausscheiden aus dem Militärdienst arbeitete Fred Gorden in der freien Wirtschaft. Im Jahr 2001 zog er sich aus dem Geschäftsleben zurück. Seither lebt er mit seiner Frau Marcia Ann Stewart in Georgia, wo er sich am lokalen gesellschaftlichen Leben beteiligt und sich der Geschichte afro-amerikanischer Militärangehöriger widmet.

## Orden und Auszeichnungen
Fred Gorden erhielt im Lauf seiner militärischen Laufbahn unter anderem folgende Auszeichnungen:
- Defense Distinguished Service Medal
- Army Distinguished Service Medal
- Legion of Merit
- Bronze Star Medal
- Meritorious Service Medal (Vereinigte Staaten)
- Air Medal
- Army Commendation Medal